# 덴스이정
덴스이정(일본어: 横島町)은 일본 구마모토현에 있던 정으로 다마나군에 속했다.
2005년 10월 3일, 다마나시·다이메이정·요코시마정과 신설합병해 다마나시가 되어 소멸하였다.

## 지리
구마모토시의 북쪽에 인접해 있다.

## 역사
- 1954년 10월 1일 - 오아마촌, 다마미즈촌이 대등합병해, 덴스이촌이 성립하였다.
- 1957년 7월 25일, 26일 - 집중호우로 인해 대규모 산사태가 발생해 막대한 피해가 발생했다.
- 1960년 10월 1일 - 정으로 승격해 덴스이정이 되었다.
- 2005년 10월 3일 - 다마나시·다이메이정·요코시마정과 신설 (대등) 합병해, 새롭게 다마나시가 되어 소멸하였다.

## 교통

### 도로
- 국도 501호선

## 참고 문헌
- 角川日本地名大辞典編纂委員会, 『角川日本地名大辞典 43 熊本県』1987, 角川書店